# Diolcogaster schizurae
Diolcogaster schizurae är en stekelart som först beskrevs av Muesebeck 1922.  Diolcogaster schizurae ingår i släktet Diolcogaster och familjen bracksteklar. Inga underarter finns listade i Catalogue of Life.